# Hopfenmühle (Helmbrechts)
Hopfenmühle ist ein Gemeindeteil der Stadt Helmbrechts im Landkreis Hof (Oberfranken, Bayern). Hopfenmühle liegt in der Gemarkung Baiergrün.

## Geografie
Die Einöde liegt im Tal des Lehstenbaches. Ein Anliegerweg führt nach Kollerhammer zur Staatsstraße 2194 (0,4 km südlich).

## Geschichte
Der Nürnberger Burggraf Friedrich V. hatte im Jahr 1386 unter anderem auch die Hopfenmühle von Otto Wolstriegel aus dem Adelsgeschlecht der Schauensteiner erworben, wodurch es in den Besitz der Hohenzollern gelangte.
Hopfenmühle gehörte zur Realgemeinde Baiergrün. Gegen Ende des 18. Jahrhunderts bestand Hopfenmühle aus einem Anwesen. Die Hochgerichtsbarkeit stand dem bayreuthischen Vogteiamt Schauenstein zu. Das bayreuthische Kastenamt Kulmbach war Grundherr der Mühle.
Von 1797 bis 1810 unterstand Hopfenmühle dem Justiz- und Kammeramt Naila. Infolge des Ersten Gemeindeedikts wurde Hopfenmühle dem 1812 gebildeten Steuerdistrikt Baiergrün und der zugleich entstandenen Ruralgemeinde Baiergrün zugewiesen. Im Zuge der Gebietsreform in Bayern wurde Hopfenmühle am 1. Juli 1972 nach Helmbrechts eingemeindet.

### Baudenkmäler
- Haus Nr. 1: ehemalige Mühle[9]

### Einwohnerentwicklung
| Jahr      | 001819 | 001861 | 001871 | 001885 | 001900 | 001925 | 001950 | 001961 | 001970 | 001987 |
| Einwohner | *      | 10     | 11     | 16     | 7      | 5      | 4      | 4      | 4      | 7      |
| Häuser    |        |        |        | 2      | 2      | 2      | 1      | 1      |        | 1      |
| Quelle    | [ 11 ] | [ 12 ] | [ 13 ] | [ 14 ] | [ 15 ] | [ 16 ] | [ 17 ] | [ 18 ] | [ 19 ] | [ 1 ]  |

## Religion
Hopfenmühle ist seit der Reformation evangelisch-lutherisch geprägt und bis heute nach St. Bartholomäus (Schauenstein) gepfarrt.